# Vojna (Příbramská pahorkatina)
Vojna je nejvyšší vrchol Příbramské pahorkatiny. Má výšku 666,6 m n. m. Nachází se nedaleko Příbrami v její městské části Zavržice. 
Na vrchol přímo žádná turistická značka nevede, ale dá se na něj snadno dostat po některé z lesních pěšinek. Nejbližší osadou je Vojna. Blízko je to sem také z obcí Narysov a Lešetice. Vrchol je zalesněný a výhled tak neposkytuje. Z některých míst v okolí kopce jsou ale vidět haldy nad Lešeticemi a pohoří Brdy.
Na svazích kopce se, podobně jako na jiných místech na Příbramsku, najdou pozůstatky hornické činnosti. Na těžbu rud dnes upomínají mnohdy stále ještě velmi dobře rozeznatelné díry a jamky v lese, rozprostírající se na svazích kopce. Důl na těžbu uranu na východních svazích Vojny vznikl krátce po 2. světové válce.
Na vrcholu je hranice tří rozvodnic 4. řádu. Oblast jižně od Vojny odvodňuje Lazský potok, oblast severovýchodní Příbramský potok a severozápadní Litavka.